# Encyclopini
Encyclopini es una  tribu de coleópteros crisomeloideos dentro de la familia Cerambycidae.

## Géneros
Tiene los siguientes géneros:
- Encyclops - Leptalia - Pyrotrichus